# РГД-5
РГД-5 (Индекс ГРАУ — 57-Г-717) — советская наступательная ручная граната, относится к противопехотным осколочным ручным гранатам дистанционного действия наступательного типа.

## История
В 1954 году РГД-5 принята на вооружение ВС СССР, взамен наступательной гранаты РГ-42.
Гранаты использовались в ходе боевых действий в Сирии.
В российско-украинской войне зафиксированы случаи использования РГД-5 обеими сторонами беспилотных летательных аппаратов для уничтожения брошенной бронетехники.

## Описание
Название гранаты, РГД-5, означает — ручная граната, дистанционного действия, пятая модель.
Граната предназначена для поражения личного состава противника фугасным действием взрывчатки и осколками, формирующимися при разрушении металлической оболочки. Цели граната достигает за счёт броска рукой. Дистанционного действия — означает, что граната взорвётся через определённое время (3,2—4,2 секунды) после того, как её выпустят, независимо от иных условий. Наступательного типа — означает, что осколки гранаты имеют небольшую массу и летят на меньшую дальность, чем возможная дальность броска.
Внешне граната имеет овальный корпус из тонкой стали. Обтекаемый корпус собран из верхней и нижней частей, каждая из которых включает внешнюю оболочку и вкладыш. Отверстие для запала при хранении закрывается пластмассовой пробкой. Масса гранаты с запалом 310 г. Заряд взрывчатого вещества — тротил массой 110 граммов. Радиус убойного действия осколков — 25 метров.
Запал гранаты универсальный, подходящий также к гранатам РГ-42 и Ф-1. Марка запала: УЗРГ, УЗРГМ (со второй половины 1950-х годов), или УЗРГМ-2. Все эти запалы взаимозаменяемы.
Боевая граната окрашивается в оливково-сероватый цвет.

## Варианты и модификации
- УРГ-Н (учебная ручная граната — наступательная) — учебно-имитационная модификация гранаты РГД-5 с инертным снаряжением. Для отличия от боевых гранат окрашена в чёрный цвет.
- RGD-5 — граната польского производства
- «тип 59» (Type 59) — граната производства КНР

Техническая документация на производство РГД-5 осталась также в Армении, но находившийся в Ереване завод "Электрон" (на котором предполагалось выпускать эти гранаты) после провозглашения независимости Армении был преобразован в открытое акционерное общество. В 2004 году министерство обороны Армении предоставило предприятию лицензию на производство оружия, и на проходившей 20-24 августа 2008 года в Москве выставке вооружения и военной техники «МВСВ-2008» были представлены демонстрационные образцы гранат РГД-5 армянского производства: "ручная осколочная граната ДЖ-1" и "учебно-тренировочная граната ДЖ-1У"). Но 29 мая 2012 года на заводе произошёл взрыв, в результате которого производственный цех предприятия получил повреждения. 28 марта 2018 года на пресс-конференции в Ереване заместитель министра обороны, председатель государственного военно-промышленного комитета министерства обороны Армении Давид Пахчанян сообщил о намерении увеличить закупки продукции военного назначения армянского производства. Осенью 2020 года в ходе второй войны в Карабахе имело место расходование ранее имевшихся запасов вооружения и боеприпасов вооружённых сил Армении. 7 октября 2020 года правительство Армении увеличило военные расходы для восстановления и повышения боеспособности войск. В сентябре 2024 года секретарь Совета безопасности Армении А. В. Григорян объявил о намерении увеличить объём закупаемой продукции военного назначения армянского производства (однако сведений о производстве и поставках этих гранат не имеется)[уточнить].

## Страны-эксплуатанты
- СССР
- Армения[7]
- Белоруссия[8]
- Болгария — производится под наименованием РГД-5[9]
- ГДР — на вооружении ННА ГДР[10]
- Казахстан[11]
- Кыргызстан
- КНДР — освоено производство гранат для вооружённых сил страны[12]
- Молдова
- Никарагуа - некоторое количество было получено из СССР и поступило на вооружение Сандинистской народной армии до того, как в 1988 году военная помощь была прекращена[13], часть гранат была израсходована при обучении личного состава и в боевых действиях против «контрас» до 25 февраля 1990 года (когда после победы на президентских выборах к власти пришла оппозиция, в марте 1990 года началась военная реформа, сокращение численности войск и военного имущества); в соответствии с условиями мирного соглашения началась демилитаризация - признанное избыточным вооружение распродавалось или уничтожалось в присутствии наблюдателей ООН[14], но даже в 1992 году в отчёте ООН было упомянуто о наличии у никарагуанской армии 5 тыс. шт. ручных гранат РГД-5[15]
- Польша
- Россия[16]
- Ирак[17]
- Украина — на вооружении вооружённых сил[18], Национальной гвардии, полиции[19] и иных силовых структур.
- Эстония — на вооружении вооружённых сил Эстонии[20]